# Erica bredasiana
Erica bredasiana är en ljungväxtart som beskrevs av E.G.H. Oliver. Erica bredasiana ingår i släktet klockljungssläktet, och familjen ljungväxter. Inga underarter finns listade i Catalogue of Life.